# Стиснене падіння
СТИСНЕНЕ (СКОВАНЕ, ЗВ'ЯЗАНЕ) ПАДІННЯ (рос. стесненное падение, англ. straitened fall, нім. beengtes Fallen n) — процес групового руху зерен у рідині, на який впливає опір середовища та взаємодія окремих зерен між собою. Швидкість С.п. менша за швидкість вільного падіння. Стиснене падіння має місце при гравітаційному збагаченні корисних копалин, зокрема у відсаджувальних машинах та ін. апаратах.
Знання закономірностей стисненого руху маси частинок у середовищах використовується при рішенні багатьох практичних задач в галузі гравітаційного збагачення, гідротранспорту, процесів, що протікають у «киплячому» шарі.
Вивчення закономірностей стисненого падіння частинок базується на двох концепціях:
- — перша концепція розглядає стиснене падіння як груповий рух частинок, що являють собою фільтраційне середовище, крізь яке рідина протікає у вертикальному напрямку знизу вгору;
- — друга концепція розглядає стиснене падіння як падіння окремої частинки, що знаходиться в масі інших, при цьому за основу приймається швидкість вільного падіння, а умови стиснення враховуються поправочними коефіцієнтами.

Відповідно до цих концепцій запропоновано багато формул для визначення швидкості стисненого руху зерен у середовищах. Кожна з формул відбиває суть окремих явищ і базується на відповідних гіпотезах.
Найбільш розповсюдженою формулою, що базується на другій концепції, є формула:
Vcm = V0 Θ m,
де Vcm і V0 — швидкості стисненого і вільного падіння, м/с; Θ — коефіцієнт розпушення, частки од.; m — показник степеня, що залежить від розміру, густини і форми частинок, а також від співвідношення розмірів частинок і апарата, у якому відбувається розділення. Цей показник приймає значення: m = 1 — у формулі Фінкея, m = 2 у формулі Ханкока, m = 3 — у формулі Лященка.
Величина показника степеня m змінюється від 4,65 до 2,39 у діапазоні чисел Рейнольдса 0,3 — 500, поза цим діапазоном величина показника степеня має постійне значення: при Re < 0,3 m = 4,65; при Re > 500 m = 2,39.
Швидкості, розраховані за формулою Фінкея, завищені, за формулою Лященка — занижені. Формула Ханкока для частинок крупністю 0,1 — 12,5 мм дозволяє одержати результати близькі до фактичних.
Запропоновано ряд інших формул ряд формул для визначення швидкості стисненого падіння залежно від густини середовища, об'ємного вмісту твердої фази в пульпі:
– формула Річардса: Vcm= 0,174 , м/с;
```
         
 
— формула Стокса-Ейнштейна: V
cm
= V
0
 / (1
 
— 2,5 С), м/с;
         
 
— формула Загустіна: V
cm
= V0 (1
 
— 2,5 С), м/с 
         
 
— формула Годена: V
cm
= V
0
 (1
 
— С0,67)(1
 
— С)(1
 
— 2,5 С), м/с, де С
 
— об'ємна концентрація твердої фази, частки од.
```